# La cerimonia (James Patterson)
La cerimonia è il decimo romanzo poliziesco dello scrittore statunitense James Patterson appartenente alla serie con protagonista Lindsay Boxer, detective della polizia di San Francisco.

## Storia editoriale
Il ciclo che ha come personaggio principale il detective Boxer, verrà ribattezzato le donne del Club Omicidi proprio dal nome del club fondato dal detective Boxer e dalle sue amiche. In questo decimo romanzo i traduttori italiani hanno scelto di non seguire il titolo originale, che riportava il numero progressivo del romanzo all'interno della serie, cosa già accaduta per il 4º, il 5º, ed il 9º libro.

## Trama
La detective Lindsay Boxer ha finalmente sposato l'ex agente FBI Joe Molinari, il lavoro la reclama però immediatamente ed il nuovo capo, il bel Jackson Brady, le affida il caso di una quindicenne rinvenuta in gravi condizioni. L'adolescente Avis Richardson ha rischiato di morire dopo aver dato alla luce un figlio senza l'aiuto di nessuno dopo aver tenuto nascosta la gravidanza a tutti nel lussuoso college dove viveva e studiava: del bambino non c'è però traccia. L'inizio delle indagini di Lindsay e del fascinoso collega Rich Conklin è ostacolato dalla scarsa collaborazione della ragazza che fortunatamente sta migliorando. Intanto l'amica giornalista Cindy è incappata per caso nello scoop su un violentatore seriale che droga le sue vittime e poi le abbandona vicino alla loro casa. Anche Yuki, la giovane avvocatessa del “Club omicidi” è impegnatissima, si sta per concludere il processo che lei come procuratore ha intentato contro una donna accusata di avere ucciso il marito: la bella cardiochirurga Candace Martin avrebbe ucciso il coniuge che da tempo la tradiva e la umiliava.

## Edizioni
- James Patterson, La cerimonia, collana La Gaja Scienza, Biavasco A. e Guani V. (tradotto da), Longanesi, 2012.